# Вооружённые силы Камбоджи
Королевские вооружённые силы Камбоджи (кхмер. កងយោធពលខេមរភូមិន្ទ) — военная организация Камбоджи, предназначенная для защиты свободы, независимости и территориальной целостности государства. Состоят из королевских сухопутных войск, королевской жандармерии, королевских военно-морских и королевских военно-воздушных сил.

## Общие сведения
| Вооружённые силы Камбоджи                                       | Вооружённые силы Камбоджи |
| --------------------------------------------------------------- | --- |
| Виды вооружённых сил:                                           | Королевские сухопутные войска Королевская жандармерия Королевский военно-морской флот Королевские военно-воздушные силы                                         |
| Призывной возраст и порядок комплектования:                     | Вооружённые силы Камбоджи комплектуются на призывной основе: призыву подлежат лица мужского пола в возрасте от 18 до 30 лет, срок службы составляет 18 месяцев. |
| Человеческие ресурсы, доступные для воинской службы:            | мужчины в возрасте 16-49: 3.883.724 женщины в возрасте 16-49: 4.003.585 (2010 оценочно)                                                                         |
| Человеческие ресурсы, пригодные для воинской службы:            | мужчины в возрасте 16-49: 2.638.167 женщины в возрасте 16-49: 2.965.328 (2010 оценочно)                                                                         |
| Человеческие ресурсы, ежегодно достигающие призывного возраста: | мужчины: 151.143 женщины: 154.542 (2010 оценочно) |
| Военные расходы — процент от ВВП:                               | 3 % (на 2005 год) 42 место в мире |

## История
В августе 1981 года военнослужащие-спортсмены из Народной Республики Кампучия впервые приняли участие в спартакиаде СКДА в Венгрии, а в 1983 году вооружённые силы страны стали участником СКДА.